# Bogátradvány nemzetség
A Bogát-Radvány nemzetség (Bogát-Radván) az Ondava-völgy és Hegyalja környékén megtelepedett nemzetség volt. Azok közé a nemzetségek közé tartozik, melyek nem ősi foglalás, hanem királyi adományozás útján jutottak birtokaikhoz és Kézai szerint Csehországból vette eredetét.

## Története
A nemzetség tagjai a tatárjárás előtt már birtokosok voltak Lazony, Lúcz és Berettő helységekben.  
A nemzetségből ismert volt ekkor Csepán fia Csíz (1227-1252), Bogát fia István és fivére Phylke (Filke), Csele fia Szécs és Pongrác, Ipolt fia István, Mog fia Sándor.
A tatárjárás után a nemzetségből birtoka volt Csíz, Mérk, Sóskút, Körtvélyes, Arács, Rákócz és Morva is. A nemzetségből ekkor név szerint is ismert volt Izsépi Sztancs, Berethei István, Cselei Domonkos, Lazonyi Mogh, Lúczi Simon, Megyaszói Radván, Szada Marczel fia Simon. A 13. századból fennmaradt oklevelek szerint a nemzetség birtoka volt még 1282-ben Morva, Ekellő, és Sink is. 1290 táján a nemzetség Kasuhi-Sztáncsi ága pedig Uport bírta.
Wagner leírása szerint a Rákóczi, Monoky, Körtvélyessy, Hosszúmezei, Lukács, Morvay, Osvald, Posai, Bekecs, Isépy családok a Bogáth-Radván nemzetségből eredt Gyopoly-tól és testvérétől Illés-től (máskép Elektől) származnak. 
Gyapoy fia volt Pál főispán (1278. 1282.) dictus Chyz, kinek neje Pazdich lány volt: Tőle származik a Rákócziak törzse. 
Testvérei közül Jakab (1391-1413) fia Miklós (1438-1447) a Morvai család, és László (1392-1447)) a Morvai-Gyapolfi család őse.
Illés (vagy Elek)két fia László és István voltak. László de Monok (1282. 1310)-tól a Monoky és a Doby család származott.
A Bogát-Radván nemzetségből vált még ki a 
- Bogáti család, mely egy 1227 évi egyezségben szerepelt Bogát utódainak egyikétől származik.
- Bánóczi, melyet 1381-ben említettek.
- Cselei őse Pongrácz (1309)
- Csizi 1408-1409-ben volt említve.
- Halápi – a nemzetség Zala megyében letelepedett mellékága.
- Izsépi – a 14. század elején vált ki.
- Kasuhi – a Sztáncsi ágból származik
- Kolcs-Hosszúmezei Körtvélyessy, e családról a 15. századtól vannak adatok.
- Lúczi – az 1252 évi egyezségben már említették, 1424-ben pedig a Dobi és Monoki családdal együtt a szerencsi apátság kegyura volt.
A nemzetség tagjai közül többen viseltek közhivatalt; így Cselei János (1436) zempléni, Monoki Péter (1372) sárosi, Monoki Miklós (1438 és 1454), Rákóczi György (1525-26) Zemplén vármegye alispánja, Rákóczi András (1505) országgyűlési követ, Körtvélyesi András (1459-1474) egri püspöki helynök volt.